# Puchar Irlandii w piłce siatkowej mężczyzn (2016/2017)
Puchar Irlandii w piłce siatkowej mężczyzn 2016/2017 (Men's Association Cup 2016/2017) – rozgrywki o siatkarski Puchar Irlandii. Brały w nich udział kluby z Premier League oraz Division 1. Zainaugurowane zostały 3 grudnia 2016 roku. Finał odbył się 9 kwietnia 2017 roku w UCD Sports Complex w Dublinie.
Puchar Irlandii zdobył Tallaght Rockets, który w finale pokonał klub Garda.

## Drużyny uczestniczące
| Premier League 7 drużyn | Premier League 7 drużyn |
| ----------------------- | ----------------------- |
| Aer Lingus Saints       | ćwierćfinał             |
| Ballymun Patriots       | ćwierćfinał             |
| DVC Bravo               | ćwierćfinał             |
| Garda                   | finał                   |
| Naas Eagles             | półfinał                |
| Tallaght Rockets        | zwycięstwo              |
| UCD                     | półfinał                |

| Division 1 2 drużyny | Division 1 2 drużyny |
| -------------------- | -------------------- |
| Munster Thunder      | 1. runda             |
| Santry               | ćwierćfinał          |

## Drabinka
|  |                   |          |                   |   |              |              |  |  |           |           |  |  |       |       |
|  | 1. runda          | 1. runda |                   |   | Ćwierćfinały | Ćwierćfinały |  |  | Półfinały | Półfinały |  |  | Finał | Finał |
|  | 1. runda          | 1. runda |                   |   | Ćwierćfinały | Ćwierćfinały |  |  | Półfinały | Półfinały |  |  | Finał | Finał |
|  |                   |          |                   |   |              |              |  |  |           |           |  |  |       |       |
|  |                   |          |                   |   |              |              |  |  |           |           |  |  |       |       |
|  |                   |          |                   |   |              |              |  |  |           |           |  |  |       |       |
|  |                   |          |                   |   |              |              |  |  |           |           |  |  |       |       |
|  |                   |          |                   |   |              |              |  |  |           |           |  |  |       |       |
|  | Naas Eagles       | 3        |                   |   |              |              |  |  |           |           |  |  |       |       |
|  | Naas Eagles       | 3        |                   |   |              |              |  |  |           |           |  |  |       |       |
|  |                   |          | Aer Lingus Saints | 0 |              |              |  |  |           |           |  |  |       |       |
|  | Munster Thunder   | 0        | Aer Lingus Saints | 0 |              |              |  |  |           |           |  |  |       |       |
|  | Munster Thunder   | 0        |                   |   |              |              |  |  |           |           |  |  |       |       |
|  | Aer Lingus Saints | 3        |                   |   |              |              |  |  |           |           |  |  |       |       |
|  | Aer Lingus Saints | 3        |                   |   | Naas Eagles  | 0            |  |  |           |           |  |  |       |       |
|  |                   |          |                   |   |              |              |  |  |           |           |  |  |       |       |
|  |                   |          | Garda             | 3 |              |              |  |  |           |           |  |  |       |       |
|  |                   |          | Garda             | 3 |              |              |  |  |           |           |  |  |       |       |
|  |                   |          |                   |   |              |              |  |  |           |           |  |  |       |       |
|  |                   |          |                   |   |              |              |  |  |           |           |  |  |       |       |
|  | DVC Bravo         | 2        |                   |   |              |              |  |  |           |           |  |  |       |       |
|  | DVC Bravo         | 2        |                   |   |              |              |  |  |           |           |  |  |       |       |
|  | Garda             | 3        |                   |   |              |              |  |  |           |           |  |  |       |       |
|  | Garda             | 3        |                   |   |              |              |  |  |           |           |  |  |       |       |
|  |                   |          |                   |   |              |              |  |  |           |           |  |  |       |       |
|  |                   |          |                   |   |              |              |  |  |           |           |  |  |       |       |
|  | Garda             | 2        |                   |   |              |              |  |  |           |           |  |  |       |       |
|  | Garda             | 2        |                   |   |              |              |  |  |           |           |  |  |       |       |
|  |                   |          | Tallaght Rockets  | 3 |              |              |  |  |           |           |  |  |       |       |
|  |                   |          | Tallaght Rockets  | 3 |              |              |  |  |           |           |  |  |       |       |
|  |                   |          |                   |   |              |              |  |  |           |           |  |  |       |       |
|  |                   |          |                   |   |              |              |  |  |           |           |  |  |       |       |
|  | UCD               | 3        |                   |   |              |              |  |  |           |           |  |  |       |       |
|  | UCD               | 3        |                   |   |              |              |  |  |           |           |  |  |       |       |
|  | Ballymun Patriots | 2        |                   |   |              |              |  |  |           |           |  |  |       |       |
|  | Ballymun Patriots | 2        |                   |   |              |              |  |  |           |           |  |  |       |       |
|  |                   |          |                   |   |              |              |  |  |           |           |  |  |       |       |
|  |                   |          |                   |   |              |              |  |  |           |           |  |  |       |       |
|  | UCD               | 1        |                   |   |              |              |  |  |           |           |  |  |       |       |
|  | UCD               | 1        |                   |   |              |              |  |  |           |           |  |  |       |       |
|  |                   |          | Tallaght Rockets  | 3 |              |              |  |  |           |           |  |  |       |       |
|  |                   |          | Tallaght Rockets  | 3 |              |              |  |  |           |           |  |  |       |       |
|  |                   |          |                   |   |              |              |  |  |           |           |  |  |       |       |
|  |                   |          |                   |   |              |              |  |  |           |           |  |  |       |       |
|  | Tallaght Rockets  | 3        |                   |   |              |              |  |  |           |           |  |  |       |       |
|  | Tallaght Rockets  | 3        |                   |   |              |              |  |  |           |           |  |  |       |       |
|  | Santry            | 2        |                   |   |              |              |  |  |           |           |  |  |       |       |
|  | Santry            | 2        |                   |   |              |              |  |  |           |           |  |  |       |       |

## Puchar Irlandii

### 1. runda
| Data       | Drużyna 1       |     | Drużyna 2         | Sety               |
| ---------- | --------------- | --- | ----------------- | ------------------ |
| 03.12.2016 | Munster Thunder | 0:3 | Aer Lingus Saints | (0:25, 0:25, 0:25) |

### Ćwierćfinały
| Data       | Drużyna 1        |     | Drużyna 2         | Sety                                |
| ---------- | ---------------- | --- | ----------------- | ----------------------------------- |
| 07.01.2017 | Naas Eagles      | 3:0 | Aer Lingus Saints | (25:21, 25:22, 25:16)               |
| 08.01.2017 | DVC Bravo        | 2:3 | Garda             | (25:23, 20:25, 25:21, 24:26, 14:16) |
| 08.01.2017 | UCD              | 3:2 | Ballymun Patriots | (25:23, 20:25, 26:24, 25:27, 15:13) |
| 08.01.2017 | Tallaght Rockets | 3:2 | Santry            | (25:20, 25:16, 15:25, 21:25, 15:6)  |

### Półfinały
| Data       | Drużyna 1   |     | Drużyna 2        | Sety                         |
| ---------- | ----------- | --- | ---------------- | ---------------------------- |
| 09.04.2017 | Naas Eagles | 0:3 | Garda            | (21:25, 14:25, 25:27)        |
| 09.04.2017 | UCD         | 1:3 | Tallaght Rockets | (25:19, 18:25, 19:25, 22:25) |

### Finał
| Data       | Drużyna 1 |     | Drużyna 2        | Sety                               |
| ---------- | --------- | --- | ---------------- | ---------------------------------- |
| 22.04.2017 | Garda     | 2:3 | Tallaght Rockets | (25:20, 11:25, 25:19, 20:25, 9:15) |

## Tarcza Irlandii

### Ćwierćfinał
| Data       | Drużyna 1         |     | Drużyna 2 | Sety                         |
| ---------- | ----------------- | --- | --------- | ---------------------------- |
| 04.02.2017 | Ballymun Patriots | 3:1 | DVC Bravo | (25:20, 21:25, 25:23, 25:19) |

### Półfinał
| Data       | Drużyna 1         |     | Drużyna 2         | Sety                         |
| ---------- | ----------------- | --- | ----------------- | ---------------------------- |
| 11.03.2017 | Ballymun Patriots | 3:1 | Aer Lingus Saints | (25:22, 23:25, 25:21, 25:21) |
| 12.03.2017 | Santry            | 0:3 | Munster Thunder   | (7:25, 19:25, 23:25)         |

### Finał
| Data       | Drużyna 1         |     | Drużyna 2       | Sety                         |
| ---------- | ----------------- | --- | --------------- | ---------------------------- |
| 09.04.2017 | Ballymun Patriots | 3:1 | Munster Thunder | (25:22, 18:25, 25:21, 25:18) |